# 리틀즈
리틀즈는 2012년에 데뷔한 3인조 음악 그룹이다.

## 멤버

### 신예림
- 1998년 4월 5일 출생
- 스타 오디션 위대한 탄생 2 Top20(19위)

### 김하은
- 1999년 10월 9일 출생
- 이전 예명 : 예아
- 前시그니처, 前굿데이, 前굿나잇 멤버

### 송한희
- 1999년 5월 5일 출생
- 가수 겸 모델

## 음반
- 대풍수 OST Part.1 (with 박규리) (2012)